# ای‌اف‌سی کاپ ۲۰۱۵
ای‌اف‌سی کاپ ۲۰۱۵ دوازدهمین دوره ای‌اف‌سی کاپ بود، یک رقابت فوتبال که توسط کنفدراسیون فوتبال آسیا (ای‌اف‌سی) برای باشگاه‌های "کشورهای در حال توسعه" در آسیا برگزار شد.
تیم جوهر دارالتعظیم از مالزی پس از شکست استقلال از تاجیکستان در فینال، قهرمان این مسابقات شد.
القادسیه، مدافع عنوان قهرمانی، پس از تعلیق اتحادیه فوتبال کویت توسط فیفا، در نیمه نهایی حذف شد.

## تخصیص ورودی‌ها به ازای هر انجمن
کمیته مسابقات ای‌اف‌سی در ۲۵ ژانویه ۲۰۱۴ پیشنهاد اصلاح مسابقات باشگاهی آسیا را داد که در ۱۶ آوریل ۲۰۱۴ توسط کمیته اجرایی ای‌اف‌سی تصویب شد. فدراسیون‌های عضو بر اساس عملکرد تیم‌های ملی و باشگاه‌هایشان در چهار سال گذشته در مسابقات ای‌اف‌سی رتبه‌بندی می‌شوند و سهمیه‌های مسابقات باشگاهی آسیا در سال‌های ۲۰۱۵ و ۲۰۱۶ بر اساس رتبه‌بندی‌های سال ۲۰۱۴ تعیین می‌شود:
- ۲۴ فدراسیون عضو برتر طبق رتبه‌بندی ای‌اف‌سی که سهمیه مستقیم در لیگ قهرمانان آسیا دریافت نمی‌کنند، واجد شرایط شرکت در مرحله گروهی ای‌اف‌سی کاپ هستند (از جمله بازندگان پلی آف مقدماتی لیگ قهرمانان آسیا).
- فدراسیون‌های عضو رتبه ۲۵ تا ۳۲ واجد شرایط شرکت در مرحله گروهی ای‌اف‌سی کاپ هستند و فدراسیون‌های رتبه ۳۳ تا ۴۷ واجد شرایط شرکت در پلی آف مقدماتی ای‌اف‌سی کاپ هستند (از جمله فدراسیون‌های "کشورهای نوظهور" که در جام پرزیدنت آسیا شرکت کردند، آخرین دوره آن در سال ۲۰۱۴ بود).

کمیته مسابقات ای‌اف‌سی در تاریخ ۲۸ نوامبر ۲۰۱۴ در مورد مشارکت فدراسیون‌های عضو در نسخه‌های ۲۰۱۵ و ۲۰۱۶ ای‌اف‌سی کاپ تصمیم گرفت.
| شرکت‌کنندگان ای‌اف‌سی کاپ ۲۰۱۵ | شرکت‌کنندگان ای‌اف‌سی کاپ ۲۰۱۵ |
| --------------------------- | --------------------------- |
|                             | شرکت می‌کند                  |
|                             | شرکت نمی‌کند                 |

| رتبه  | رتبه  | انجمن عضو    | امتیاز | سهمیه‌ها                 | سهمیه‌ها     | سهمیه‌ها     | سهمیه‌ها       |
| رتبه  | رتبه  | انجمن عضو    | امتیاز | مرحلهٔ حذفی لیگ قهرمانان | مرحلهٔ گروهی | پلی‌آف       | پلی‌آف         |
| منطقه | کل    | انجمن عضو    | امتیاز | مرحلهٔ حذفی لیگ قهرمانان | مرحلهٔ گروهی | مرحلهٔ پلی‌آف | مرحلهٔ مقدماتی |
| ----- | ----- | ------------ | ------ | ----------------------- | ----------- | ----------- | ------------- |
| ۶     | ۱۰    | عراق[الف]    | ۴۷٫۱۰۶ | ۰                       | ۲           | ۰           | ۰             |
| ۷     | ۱۱    | کویت         | ۴۵٫۴۲۳ | ۱                       | ۱           | ۰           | ۰             |
| ۸     | ۱۲    | اردن         | ۴۴٫۳۰۹ | ۱                       | ۱           | ۰           | ۰             |
| ۹     | ۱۴    | عمان         | ۳۰٫۵۸۶ | ۱                       | ۰           | ۱           | ۰             |
| ۱۰    | ۱۶    | بحرین        | ۲۵٫۵۴۷ | ۱                       | ۰           | ۱           | ۰             |
| ۱۱    | ۱۷    | لبنان[ب]     | ۲۵٫۰۴۳ | ۰                       | ۱           | ۱           | ۰             |
| ۱۲    | ۱۹    | سوریه[ب]     | ۲۲٫۸۸۳ | ۰                       | ۱           | ۱           | ۰             |
| ۱۳    | ۲۵    | فلسطین       | ۱۵٫۹۱۱ | ۰                       | ۱           | ۱ (۰)       | ۰ (۱)         |
| ۱۴    | ۲۸    | تاجیکستان    | ۱۱٫۷۶۱ | ۰                       | ۱           | ۰           | ۱             |
| ۱۵    | ۲۹    | افغانستان[پ] | ۱۱٫۴۶۴ | ۰                       | ۰           | ۰           | ۰             |
| ۱۶    | ۳۰    | ترکمنستان[ت] | ۱۰٫۵۵۴ | ۰                       | ۰           | ۰           | ۲             |
| ۱۷    | ۳۲    | قرقیزستان[ث] | ۸٫۷۶۱  | ۰                       | ۰           | ۰           | ۱             |
| ۱۸    | ۳۵    | یمن[ث]       | ۵٫۲۴۹  | ۰                       | ۰           | ۰           | ۱             |
| ۱۹    | ۳۶    | سری‌لانکا     | ۴٫۰۷۱  | ۰                       | ۰           | ۰           | ۰             |
| ۲۰    | ۳۷    | بنگلادش[ج]   | ۳٫۶۴۳  | ۰                       | ۰           | ۰           | ۱             |
| ۲۱    | ۳۸    | نپال[ج]      | ۳٫۲۶۸  | ۰                       | ۰           | ۰           | ۰ (۱)         |
| ۲۲    | ۳۹    | پاکستان      | ۲٫۷۳۲  | ۰                       | ۰           | ۰           | ۰             |
| ۲۳    | ۴۶    | بوتان        | ۰٫۰۰۰  | ۰                       | ۰           | ۰           | ۰             |
| مجموع | مجموع | مجموع        | مجموع  | ۴                       | ۸           | ۵           | ۶             |
| مجموع | مجموع | مجموع        | مجموع  | ۴                       | ۸           | ۱۱          |               |

| ۷     | ۱۸    | اندونزی      | ۲۵٫۰۰۴ | ۱ | ۱ | ۰ |
| ۸     | ۲۰    | هنگ کنگ      | ۲۰٫۰۷۷ | ۱ | ۱ | ۰ |
| ۹     | ۲۱    | میانمار[چ]   | ۱۸٫۹۴۹ | ۱ | ۱ | ۰ |
| ۱۰    | ۲۲    | مالزی[ح]     | ۱۸٫۱۵۳ | ۱ | ۱ | ۰ |
| ۱۱    | ۲۳    | هند[ح]       | ۱۶٫۷۵۶ | ۱ | ۱ | ۰ |
| ۱۲    | ۲۴    | سنگاپور[ح]   | ۱۶٫۰۹۷ | ۱ | ۱ | ۰ |
| ۱۳    | ۲۶    | مالدیو       | ۱۵٫۸۸۴ | ۰ | ۱ | ۱ |
| ۱۴    | ۲۷    | فیلیپین      | ۱۲٫۲۶۸ | ۰ | ۱ | ۱ |
| ۱۵    | ۳۱    | کره شمالی[خ] | ۹٫۰۰۰  | ۰ | ۰ | ۰ |
| ۱۶    | ۳۳    | لائوس[د]     | ۷٫۵۵۴  | ۰ | ۱ | ۰ |
| ۱۷    | ۳۴    | گوام         | ۵٫۹۴۶  | ۰ | ۰ | ۰ |
| ۱۸    | ۳۹    | تیمور شرقی   | ۲٫۷۳۲  | ۰ | ۰ | ۰ |
| ۱۹    | ۴۱    | ماکائو       | ۲٫۶۲۵  | ۰ | ۰ | ۰ |
| ۲۰    | ۴۲    | کامبوج       | ۲٫۴۶۴  | ۰ | ۰ | ۰ |
| ۲۱    | ۴۳    | چین تایپه    | ۲٫۰۸۹  | ۰ | ۰ | ۰ |
| ۲۲    | ۴۴    | مغولستان     | ۱٫۵۵۴  | ۰ | ۰ | ۰ |
| ۲۳    | ۴۵    | برونئی       | ۰٫۸۰۴  | ۰ | ۰ | ۰ |
| مجموع | مجموع | مجموع        | مجموع  | ۶ | ۹ | ۲ |

نکات
1. ^ عراق به دلیل اینکه به دلیل عدم موفقیت هیچ یک از تیم‌هایش در اخذ مجوز باشگاهی برای سال ۲۰۱۵، اجازه شرکت در لیگ قهرمانان آسیا ۲۰۱۵ را نداشتند، به طور ویژه به ای‌اف‌سی کاپ ۲۰۱۵ راه یافت.
2. ^ a b لبنان و سوریه اجازه شرکت در لیگ قهرمانان آسیا ۲۰۱۵ را نداشتند، زیرا هیچ یک از تیم‌های آنها الزامات صدور مجوز باشگاهی برای سال ۲۰۱۵ را رعایت نکردند، بنابراین قهرمانان آنها به جای بازی در پلی آف مقدماتی لیگ قهرمانان آسیا، مستقیماً وارد مرحله گروهی ای‌اف‌سی کاپ شدند.
3. ^ به افغانستان یک سهمیه مرحله گروهی و یک سهمیه پلی آف برای ای‌اف‌سی کاپ ۲۰۱۵ و ۲۰۱۶ اختصاص داده شد، اما برای ای‌اف‌سی کاپ ۲۰۱۵ هیچ سهمیه‌ای ارائه نکرد.
4. ^ ترکمنستان برای مسابقات ای‌اف‌سی کاپ ۲۰۱۵ و ۲۰۱۶ یک سهمیه مرحله گروهی و یک سهمیه پلی آف اختصاص داده شده بود، اما به دلیل حضور عراق، هر دو تیم وارد پلی آف مقدماتی ای‌اف‌سی کاپ ۲۰۱۵ شدند.
5. ^ a b به قرقیزستان و یمن به دلیل شرکت در ای‌اف‌سی کاپ ۲۰۱۴، یک سهمیه پلی آف برای ای‌اف‌سی کاپ ۲۰۱۵ اختصاص داده شد.
6. ^ a b به دلیل نتایج بنگلادش و نپال در جام پرزیدنت آسیا ۲۰۱۴، یک سهمیه پلی آف برای ای‌اف‌سی کاپ ۲۰۱۵ اختصاص داده شد.
7. ^ میانمار برای ای‌اف‌سی کاپ ۲۰۱۵ و ۲۰۱۶ یک سهمیه مرحله گروهی و یک سهمیه پلی آف اختصاص داده شده بود، اما به دلیل انصراف کره شمالی، هر دو تیم وارد مرحله گروهی ای‌اف‌سی کاپ ۲۰۱۵ شدند.
8. ^ a b c برای مسابقات ای‌اف‌سی کاپ ۲۰۱۵ و ۲۰۱۶، یک سهمیه مرحله گروهی و یک سهمیه پلی آف به مالزی، هند و سنگاپور اختصاص داده شده بود، اما به دلیل کمبود تیم‌های پلی آف در منطقه شرق، هر دو تیم وارد مرحله گروهی ای‌اف‌سی کاپ ۲۰۱۵ شدند.
9. ^ کره شمالی برای مسابقات ای‌اف‌سی کاپ ۲۰۱۵ و ۲۰۱۶ یک سهمیه مرحله گروهی و یک سهمیه پلی آف در نظر گرفته شده بود، اما از مسابقات ای‌اف‌سی کاپ ۲۰۱۵ انصراف داد.
10. ^ برای ای‌اف‌سی کاپ ۲۰۱۵ و ۲۰۱۶، یک سهمیه مرحله گروهی و یک سهمیه پلی آف به لائوس اختصاص داده شد، اما تنها یک تیم وارد ای‌اف‌سی کاپ ۲۰۱۵ شد.

## تیم‌ها
۴۱ تیم از ۲۳ انجمن زیر وارد این رقابت‌ها شدند.

تیم‌های با حروف کج در مرحله پلی آف مقدماتی لیگ قهرمانان آسیا ۲۰۱۵ بازی کردند، اما نتوانستند به مرحله گروهی لیگ قهرمانان آسیا صعود کنند (اگر به مرحله گروهی لیگ قهرمانان آسیا صعود می‌کردند، تیم دیگری از همان اتحادیه جایگزین آنها می‌شد).
| تیم                                             | نحوه صلاحیت                                            | حضور                                            | آخرین                                           |
| شرکت‌کنندگان مستقیم مرحله گروهی (گروه‌های A تا D) | شرکت‌کنندگان مستقیم مرحله گروهی (گروه‌های A تا D)        | شرکت‌کنندگان مستقیم مرحله گروهی (گروه‌های A تا D) | شرکت‌کنندگان مستقیم مرحله گروهی (گروه‌های A تا D) |
| ----------------------------------------------- | ------------------------------------------------------ | ----------------------------------------------- | ----------------------------------------------- |
| الشرطه                                          | قهرمان لیگ برتر عراق ۱۴–۲۰۱۳[نکته عراق]                | دومین                                           | ۲۰۱۴                                            |
| اربیل                                           | نایب قهرمان لیگ برتر عراق ۱۴–۲۰۱۳[نکته عراق]           | ششمین                                           | ۲۰۱۴                                            |
| القادسیه                                        | قهرمان لیگ برتر کویت ۱۴–۲۰۱۳                           | ششمین                                           | ۲۰۱۴                                            |
| الکویت                                          | قهرمان جام امیر کویت ۱۴–۲۰۱۳                           | هفتمین                                          | ۲۰۱۴                                            |
| الوحدات                                         | قهرمان لیگ اردن ۱۴–۲۰۱۳ و قهرمان جام حذفی اردن ۱۴–۲۰۱۳ | هشتمین                                          | ۲۰۱۲                                            |
| الجزیره                                         | رتبه سوم لیگ اردن ۱۴–۲۰۱۳[نکته اردن]                   | اولین                                           | نداشته                                          |
| النهضه                                          | قهرمان لیگ حرفه‌ای عمان ۱۴–۲۰۱۳                         | سومین                                           | ۲۰۱۰                                            |
| الرفاع                                          | قهرمان لیگ دسته اول بحرین ۱۴–۲۰۱۳                      | چهارمین                                         | ۲۰۱۴                                            |
| النجمه                                          | قهرمان لیگ برتر لبنان ۱۴–۲۰۱۳                          | هفتمین                                          | ۲۰۱۴                                            |
| الوحده                                          | قهرمان لیگ برتر سوریه ۱۴–۲۰۱۳                          | چهارمین                                         | ۲۰۱۴                                            |
| ترجی واد النیص                                  | قهرمان لیگ برتر کرانه باختری ۱۴–۲۰۱۳                   | اولین                                           | نداشته                                          |
| استقلال دوشنبه                                  | قهرمان لیگ تاجیکستان ۲۰۱۴ و جام حذفی تاجیکستان ۲۰۱۴    | اولین                                           | نداشته                                          |
| شرکت‌کنندگان پلی آف مقدماتی                      |                                                        |                                                 |                                                 |
| ورود به دور پلی آف                              |                                                        |                                                 |                                                 |
| فنجاء                                           | قهرمان جام سلطان قابوس ۱۴–۲۰۱۳                         | سومین                                           | ۲۰۱۴                                            |
| الحد                                            | رتبه سوم لیگ دسته اول بحرین ۱۴–۲۰۱۳[نکته بحرین]        | دومین                                           | ۲۰۱۴                                            |
| سلام زغرتا                                      | قهرمان جام حذفی لبنان ۱۴–۲۰۱۳                          | اولین                                           | نداشته                                          |
| الجیش                                           | قهرمان جام حذفی سوریه ۲۰۱۴                             | پنجمین                                          | ۲۰۱۴                                            |
| ورود به دور مقدماتی                             |                                                        |                                                 |                                                 |
| هلال القدس                                      | قهرمان جام فلسطین ۱۴–۲۰۱۳                              | اولین                                           | نداشته                                          |
| خیر وحدت                                        | نایب قهرمان لیگ تاجیکستان ۲۰۱۴                         | اولین                                           | نداشته                                          |
| آلتین عصر                                       | قهرمان یوکاری لیگا ۲۰۱۴                                | اولین                                           | نداشته                                          |
| آخال                                            | قهرمان جام حذفی ترکمنستان ۲۰۱۴                         | اولین                                           | نداشته                                          |
| دوردوی                                          | قهرمان لیگ قرقیزستان ۲۰۱۴                              | اولین                                           | نداشته                                          |
| الصقر                                           | قهرمان لیگ یمن ۱۴–۲۰۱۳                                 | سومین                                           | ۲۰۱۱                                            |
| شیخ راسل                                        | برنده مرحله گروهی جام پرزیدنت آسیا ۲۰۱۴                | اولین                                           | نداشته                                          |
| مانانگ مارسیانگدی                               | برنده مرحله گروهی جام پرزیدنت آسیا ۲۰۱۴                | اولین                                           | نداشته                                          |

| تیم                                             | نحوه صلاحیت                                     | حضور                                            | آخرین                                           |
| شرکت‌کنندگان مستقیم مرحله گروهی (گروه‌های E تا H) | شرکت‌کنندگان مستقیم مرحله گروهی (گروه‌های E تا H) | شرکت‌کنندگان مستقیم مرحله گروهی (گروه‌های E تا H) | شرکت‌کنندگان مستقیم مرحله گروهی (گروه‌های E تا H) |
| ----------------------------------------------- | ----------------------------------------------- | ----------------------------------------------- | ----------------------------------------------- |
| پرسیب باندونگ                                   | قهرمان سوپر لیگ اندونزی ۲۰۱۴                    | اولین                                           | نداشته                                          |
| پرسیپورا جایاپورا                               | نایب قهرمان سوپر لیگ اندونزی ۲۰۱۴[نکته اندونزی] | سومین                                           | ۲۰۱۴                                            |
| کیتچی                                           | قهرمان لیگ دسته اول هنگ کنگ ۱۴–۲۰۱۳             | پنجمین                                          | ۲۰۱۴                                            |
| چین جنوبی                                       | برنده پلی آف فصل هنگ کنگ ۱۴–۲۰۱۳                | ششمین                                           | ۲۰۱۴                                            |
| یاداناربون                                      | قهرمان لیگ ملی میانمار ۲۰۱۴                     | اولین                                           | نداشته                                          |
| آیه‌یاوادی یونایتد                               | قهرمان جام حذفی میانمار ۲۰۱۴                    | سومین                                           | ۲۰۱۳                                            |
| جوهر دارالتعظیم                                 | قهرمان سوپر لیگ مالزی ۲۰۱۴                      | دومین                                           | ۲۰۰۹                                            |
| پاهانگ                                          | قهرمان جام حذفی مالزی ۲۰۱۴                      | سومین                                           | ۲۰۰۷                                            |
| بنگالورو                                        | قهرمان آی‌لیگ ۱۴–۲۰۱۳                            | اولین                                           | نداشته                                          |
| بنگال شرقی                                      | نایب قهرمان آی‌لیگ ۱۴–۲۰۱۳[نکته هند]             | هشتمین                                          | ۲۰۱۳                                            |
| واریورس                                         | قهرمان اس‌لیگ ۲۰۱۴                               | چهارمین                                         | ۲۰۱۳                                            |
| بالستیر خالصه                                   | قهرمان جام حذفی سنگاپور ۲۰۱۴                    | اولین                                           | نداشته                                          |
| نیو رادیانت                                     | قهرمان لیگ دیوهی ۲۰۱۴                           | هفتمین                                          | ۲۰۱۴                                            |
| گلوبال                                          | قهرمان لیگ فوتبال یونایتد ۲۰۱۴[نکته فیلیپین]    | اولین                                           | نداشته                                          |
| لائو تویوتا                                     | نایب قهرمان لیگ لائوس ۲۰۱۴                      | اولین                                           | نداشته                                          |
| شرکت‌کنندگان پلی آف مقدماتی                      |                                                 |                                                 |                                                 |
| ورود به دور پلی آف                              |                                                 |                                                 |                                                 |
| مازیا                                           | قهرمان جام حذفی مالدیو ۲۰۱۴                     | سومین                                           | ۲۰۱۴                                            |
| سئرس                                            | قهرمان جام اتحادیه فیلیپین ۲۰۱۴[نکته فیلیپین]   | اولین                                           | نداشته                                          |

نکات
1. ^ بحرین: الحد به جای الرفاع شرقی، قهرمان جام پادشاهی بحرین ۲۰۱۴، وارد ای‌اف‌سی کاپ شد.[۹][۱۰]
2. ^ هند: بنگال شرقی به جای چرچیل برادرز، قهرمان جام فدراسیون هند ۱۴–۲۰۱۳، وارد ای‌اف‌سی کاپ شد.[۱۱]
3. ^ اندونزی: از آنجایی که جام حذفی اندونزی به دلیل فشردگی برنامه ناشی از انتخابات پارلمانی و ریاست جمهوری لغو شد، تیم‌های دوم سوپر لیگ اندونزی به عنوان نماینده اندونزی در ای‌اف‌سی کاپ انتخاب شدند.
4. ^ عراق: با توجه به وخامت اوضاع جنگی و افزایش ناآرامی در کشور، فدراسیون فوتبال عراق لیگ برتر عراق ۱۴–۲۰۱۳ را در ۱۸ ژوئن ۲۰۱۴ به پایان رساند و جدول رده‌بندی در آن تاریخ را نهایی اعلام کرد.[۱۲] فدراسیون هیچ قهرمان یا نایب قهرمانی را عنوان نکرد،[۱۳] اما تیم‌های اول الشرطه و دوم اربیل فقط به منظور امکان ورود به ای‌اف‌سی کاپ به عنوان قهرمان و نایب قهرمان در نظر گرفته شدند.[۱۴]
5. ^ اردن: الجزیره به جای الفیصلی، نایب قهرمان لیگ اردن ۱۴–۲۰۱۳، وارد ای‌اف‌سی کاپ شد.[۱۵]
6. ^ فیلیپین: فدراسیون فوتبال فیلیپین تأیید کرد که قهرمانان لیگ فوتبال یونایتد (ورود به مرحله گروهی) و برندگان جام اتحادیه فیلیپین (ورود به پلی آف) برای نمایندگی فیلیپین در ای‌اف‌سی کاپ انتخاب شدند.[۱۶]

## برنامه
برنامه مسابقات به شرح زیر بود (تمام قرعه‌کشی‌ها در کوالا لامپور، مالزی برگزار شد).
| مرحله         | دور           | تاریخ قرعه‌کشی  | بازی رفت           | بازی برگشت         |
| ------------- | ------------- | -------------- | ------------------ | ------------------ |
| مرحله مقدماتی | دور مقدماتی   | انجام نشد      | ۹–۱۰ فوریه ۲۰۱۵    | ۹–۱۰ فوریه ۲۰۱۵    |
| مرحله پلی آف  | دور پلی آف    | انجام نشد      | ۱۷ فوریه ۲۰۱۵      | ۱۷ فوریه ۲۰۱۵      |
| مرحله گروهی   | هفته ۱        | ۱۱ دسامبر ۲۰۱۴ | ۲۴–۲۵ فوریه ۲۰۱۵   | ۲۴–۲۵ فوریه ۲۰۱۵   |
| مرحله گروهی   | هفته ۲        | ۱۱ دسامبر ۲۰۱۴ | ۱۰–۱۱ مارس ۲۰۱۵    | ۱۰–۱۱ مارس ۲۰۱۵    |
| مرحله گروهی   | هفته ۳        | ۱۱ دسامبر ۲۰۱۴ | ۱۷–۱۸ مارس ۲۰۱۵    | ۱۷–۱۸ مارس ۲۰۱۵    |
| مرحله گروهی   | هفته ۴        | ۱۱ دسامبر ۲۰۱۴ | ۱۴–۱۵ آوریل ۲۰۱۵   | ۱۴–۱۵ آوریل ۲۰۱۵   |
| مرحله گروهی   | هفته ۵        | ۱۱ دسامبر ۲۰۱۴ | ۲۸–۲۹ آوریل ۲۰۱۵   | ۲۸–۲۹ آوریل ۲۰۱۵   |
| مرحله گروهی   | هفته ۶        | ۱۱ دسامبر ۲۰۱۴ | ۱۲–۱۳ مه ۲۰۱۵      | ۱۲–۱۳ مه ۲۰۱۵      |
| مرحله حذفی    | یک‌هشتم نهایی  | ۱۱ دسامبر ۲۰۱۴ | ۲۶–۲۷ مه ۲۰۱۵      | ۲۶–۲۷ مه ۲۰۱۵      |
| مرحله حذفی    | یک‌چهارم نهایی | ۱۸ ژوئن ۲۰۱۵   | ۲۵–۲۶ اوت ۲۰۱۵     | ۱۵–۱۶ سپتامبر ۲۰۱۵ |
| مرحله حذفی    | نیمه نهایی    | ۱۸ ژوئن ۲۰۱۵   | ۲۹–۳۰ سپتامبر ۲۰۱۵ | ۲۰–۲۱ اکتبر ۲۰۱۵   |
| مرحله حذفی    | فینال         | ۱۸ ژوئن ۲۰۱۵   | ۳۱ اکتبر ۲۰۱۵      | ۳۱ اکتبر ۲۰۱۵      |

## پلی آف مقدماتی
نمودار مسابقات پلی آف مقدماتی که شامل دو دور (دور مقدماتی و دور پلی آف) بود، توسط ای‌اف‌سی بر اساس رتبه‌بندی هر تیم در رده‌بندی اتحادیه تعیین شد. هر مسابقه به صورت تک‌بازی برگزار می‌شد و تیم اتحادیه با رتبه بالاتر میزبان مسابقه بود. در صورت لزوم، از وقت اضافه و ضربات پنالتی برای تعیین برنده استفاده می‌شد. برندگان هر مسابقه در دور پلی‌آف به مرحله گروهی راه می‌یافتند تا به ۲۷ تیم واجد شرایط اتوماتیک بپیوندند.

### دور مقدماتی
| تیم ۱      | نتیجه     | تیم ۲             |
| منطقه غرب  | منطقه غرب | منطقه غرب         |
| ---------- | --------- | ----------------- |
| آخال       | ۱–۰       | دوردوی            |
| آلتین عصر  | ۰–۱       | الصقر             |
| خیر وحدت   | ۱–۰       | شیخ راسل          |
| هلال القدس | w/o[ذ]    | مانانگ مارسیانگدی |

نکات
1. ^ مانانگ مارسیانگدی انصراف داد.[۱۹]

### دور پلی آف
| تیم ۱      | نتیجه              | تیم ۲      |
| منطقه غرب  | منطقه غرب          | منطقه غرب  |
| ---------- | ------------------ | ---------- |
| فنجاء      | ۲–۳                | آخال       |
| الحد       | ۲–۱                | الصقر      |
| سلام زغرتا | ۳–۰                | خیر وحدت   |
| الجیش      | ۰–۰ (و.ا.) (۵–۴ پ) | هلال القدس |
| منطقه شرق  |                    |            |
| مازیا      | ۱–۰                | سئرس       |

## مرحله گروهی
قرعه‌کشی مرحله گروهی در ۱۱ دسامبر ۲۰۱۴ برگزار شد. ۳۲ تیم در هشت گروه چهار تیمی قرار گرفتند. تیم‌های یک فدراسیون نمی‌توانستند در یک گروه قرار بگیرند. هر گروه به صورت رفت و برگشت نوبت‌گردشی برگزار شد. تیم‌های اول و دوم هر گروه به مرحله یک‌هشتم نهایی راه یافتند.
معیارهای تساوی‌شکن
تیم‌ها بر اساس امتیاز رتبه‌بندی می‌شوند (۳ امتیاز برای برد، ۱ امتیاز برای تساوی، ۰ امتیاز برای باخت). در صورت تساوی امتیازها، معیارهای تساوی‌شکن به ترتیب زیر اعمال می‌شود:
1. تعداد امتیازات بیشتر کسب شده در مسابقات گروهی بین تیم‌های مربوطه؛
2. تفاضل گل حاصل از مسابقات گروهی بین تیم‌های مربوطه؛
3. تعداد گل‌های زده شده بیشتر در مسابقات گروهی بین تیم‌های مربوطه؛
4. تعداد گل‌های زده شده بیشتر در خانه حریف در مسابقات گروهی بین تیم‌های مربوطه؛
5. اگر پس از اعمال معیارهای ۱ تا ۴، تیم‌ها همچنان رتبه یکسانی داشته باشند، معیارهای ۱ تا ۴ منحصراً برای مسابقات بین تیم‌های مورد نظر اعمال می‌شوند تا رتبه نهایی آنها تعیین شود. اگر این رویه منجر به تصمیم‌گیری نشود، معیارهای ۶ تا ۱۰ اعمال می‌شوند؛
6. تفاضل گل در تمام مسابقات گروهی؛
7. تعداد گل‌های زده شده بیشتر در تمام مسابقات گروهی؛
8. ضربات پنالتی اگر فقط دو تیم درگیر باشند و هر دو در زمین بازی باشند؛
9. امتیاز کمتر بر اساس تعداد کارت‌های زرد و قرمز دریافت شده در مسابقات گروهی محاسبه می‌شود (۱ امتیاز برای یک کارت زرد، ۳ امتیاز برای کارت قرمز به دلیل دو کارت زرد، ۳ امتیاز برای کارت قرمز مستقیم، ۴ امتیاز برای کارت زرد و به دنبال آن کارت قرمز مستقیم)؛
10. تیمی که به فدراسیون عضوی با رتبه بالاتر ای‌اف‌سی تعلق دارد.

### گروه A
| رتبه | تیم        | بازی | برد | تساوی | باخت | گل‌زده | گل‌خورده | تفاضل‌گل | امتیاز | صلاحیت             |
| ---- | ---------- | ---- | --- | ----- | ---- | ----- | ------- | ------- | ------ | ------------------ |
| ۱    | الوحدات    | ۶    | ۴   | ۱     | ۱    | ۱۶    | ۳       | ۳+      | ۱۳     | صعود به مرحله حذفی |
| ۲    | الوحده     | ۶    | ۳   | ۲     | ۱    | ۸     | ۴       | ۴+      | ۱۱     | صعود به مرحله حذفی |
| ۳    | النهضه     | ۶    | ۲   | ۱     | ۳    | ۷     | ۱۱      | ۴-      | ۷      |                    |
| ۴    | سلام زغرتا | ۶    | ۱   | ۰     | ۵    | ۵     | ۱۸      | ۱۳-     | ۳      |                    |

### گروه B
| رتبه | تیم            | بازی | برد | تساوی | باخت | گل‌زده | گل‌خورده | تفاضل‌گل | امتیاز | صلاحیت             |
| ---- | -------------- | ---- | --- | ----- | ---- | ----- | ------- | ------- | ------ | ------------------ |
| ۱    | الشرطه         | ۶    | ۲   | ۳     | ۱    | ۱۴    | ۷       | ۷+      | ۹      | صعود به مرحله حذفی |
| ۲    | الجزیره        | ۶    | ۲   | ۳     | ۱    | ۶     | ۷       | ۱-      | ۹      | صعود به مرحله حذفی |
| ۳    | ترجی واد النیص | ۶    | ۱   | ۳     | ۲    | ۶     | ۱۱      | ۵-      | ۶      |                    |
| ۴    | الحد           | ۶    | ۰   | ۵     | ۱    | ۶     | ۷       | ۱-      | ۵      |                    |

### گروه C
| رتبه | تیم            | بازی | برد | تساوی | باخت | گل‌زده | گل‌خورده | تفاضل‌گل | امتیاز | صلاحیت             |
| ---- | -------------- | ---- | --- | ----- | ---- | ----- | ------- | ------- | ------ | ------------------ |
| ۱    | استقلال دوشنبه | ۶    | ۳   | ۲     | ۱    | ۱۲    | ۸       | ۴+      | ۱۱     | صعود به مرحله حذفی |
| ۲    | القادسیه       | ۶    | ۳   | ۱     | ۲    | ۷     | ۶       | ۱+      | ۱۰     | صعود به مرحله حذفی |
| ۳    | اربیل          | ۶    | ۲   | ۱     | ۳    | ۸     | ۸       | ۰       | ۷      |                    |
| ۴    | آخال           | ۶    | ۲   | ۰     | ۴    | ۸     | ۱۳      | ۵-      | ۶      |                    |

### گروه D
| رتبه | تیم    | بازی | برد | تساوی | باخت | گل‌زده | گل‌خورده | تفاضل‌گل | امتیاز | صلاحیت             |
| ---- | ------ | ---- | --- | ----- | ---- | ----- | ------- | ------- | ------ | ------------------ |
| ۱    | الجیش  | ۶    | ۴   | ۲     | ۰    | ۶     | ۱       | ۵+      | ۱۴     | صعود به مرحله حذفی |
| ۲    | الکویت | ۶    | ۳   | ۱     | ۲    | ۹     | ۶       | ۳+      | ۱۰     | صعود به مرحله حذفی |
| ۳    | الرفاع | ۶    | ۲   | ۲     | ۲    | ۷     | ۷       | ۰       | ۸      |                    |
| ۴    | النجمه | ۶    | ۰   | ۱     | ۵    | ۴     | ۱۲      | ۸-      | ۱      |                    |

### گروه E
| رتبه | تیم               | بازی | برد | تساوی | باخت | گل‌زده | گل‌خورده | تفاضل‌گل | امتیاز | صلاحیت             |
| ---- | ----------------- | ---- | --- | ----- | ---- | ----- | ------- | ------- | ------ | ------------------ |
| ۱    | پرسیپورا جایاپورا | ۶    | ۵   | ۱     | ۰    | ۱۷    | ۴       | ۱۳+     | ۱۶     | صعود به مرحله حذفی |
| ۲    | بنگالورو          | ۶    | ۴   | ۰     | ۲    | ۸     | ۸       | ۰       | ۱۲     | صعود به مرحله حذفی |
| ۳    | مازیا             | ۶    | ۲   | ۱     | ۳    | ۷     | ۶       | ۱+      | ۷      |                    |
| ۴    | واریورس           | ۶    | ۰   | ۰     | ۶    | ۱     | ۱۶      | ۱۵-     | ۰      |                    |

### گروه F
| رتبه | تیم             | بازی | برد | تساوی | باخت | گل‌زده | گل‌خورده | تفاضل‌گل | امتیاز | صلاحیت             |
| ---- | --------------- | ---- | --- | ----- | ---- | ----- | ------- | ------- | ------ | ------------------ |
| ۱    | جوهر دارالتعظیم | ۶    | ۵   | ۰     | ۱    | ۱۱    | ۳       | ۸+      | ۱۵     | صعود به مرحله حذفی |
| ۲    | کیتچی           | ۶    | ۳   | ۲     | ۱    | ۱۰    | ۶       | ۴+      | ۱۱     | صعود به مرحله حذفی |
| ۳    | بنگال شرقی      | ۶    | ۱   | ۲     | ۳    | ۸     | ۱۰      | ۲-      | ۵      |                    |
| ۴    | بالستیر خالصه   | ۶    | ۱   | ۰     | ۵    | ۳     | ۱۳      | ۱۰-     | ۳      |                    |

### گروه G
| رتبه | تیم        | بازی | برد | تساوی | باخت | گل‌زده | گل‌خورده | تفاضل‌گل | امتیاز | صلاحیت             |
| ---- | ---------- | ---- | --- | ----- | ---- | ----- | ------- | ------- | ------ | ------------------ |
| ۱    | چین جنوبی  | ۶    | ۶   | ۰     | ۰    | ۱۹    | ۳       | ۱۶      | ۱۸     | صعود به مرحله حذفی |
| ۲    | پاهانگ     | ۶    | ۲   | ۲     | ۲    | ۱۱    | ۱۰      | ۱+      | ۹      | صعود به مرحله حذفی |
| ۳    | گلوبال     | ۶    | ۱   | ۲     | ۳    | ۵     | ۱۲      | ۷-      | ۵      |                    |
| ۴    | یاداناربون | ۶    | ۱   | ۰     | ۵    | ۱۰    | ۲۰      | ۱۰-     | ۳      |                    |

### گروه H
| رتبه | تیم               | بازی | برد | تساوی | باخت | گل‌زده | گل‌خورده | تفاضل‌گل | امتیاز | صلاحیت             |
| ---- | ----------------- | ---- | --- | ----- | ---- | ----- | ------- | ------- | ------ | ------------------ |
| ۱    | پرسیب باندونگ     | ۶    | ۳   | ۳     | ۰    | ۱۰    | ۵       | ۵+      | ۱۲     | صعود به مرحله حذفی |
| ۲    | آیه‌یاوادی یونایتد | ۶    | ۲   | ۴     | ۰    | ۱۳    | ۹       | ۴+      | ۱۰     | صعود به مرحله حذفی |
| ۳    | نیو رادیانت       | ۶    | ۱   | ۲     | ۳    | ۴     | ۱۰      | ۶-      | ۵      |                    |
| ۴    | لائو تویوتا       | ۶    | ۰   | ۳     | ۳    | ۷     | ۱۰      | ۳-      | ۳      |                    |

## مرحله حذفی
در مرحله حذفی، ۱۶ تیم به صورت تک‌حذفی به رقابت پرداختند. در مراحل یک‌چهارم نهایی و نیمه نهایی، هر بازی به صورت رفت و برگشت برگزار شد، در حالی که در مرحله یک‌هشتم نهایی و فینال، هر بازی به صورت تک‌بازی برگزار شد. در صورت لزوم، از قانون گل زده در خانه حریف (برای بازی‌های رفت و برگشت)، وقت اضافه (گل زده در خانه حریف در وقت اضافه اعمال نمی‌شود) و ضربات پنالتی برای تعیین برنده استفاده شد.

### نمودار
|  | یک‌هشتم نهایی       | یک‌هشتم نهایی |                       |                 | یک‌چهارم نهایی | یک‌چهارم نهایی | یک‌چهارم نهایی | یک‌چهارم نهایی |  |  | نیمه نهایی | نیمه نهایی | نیمه نهایی | نیمه نهایی |  |  | فینال | فینال |  |
|  |                    |              |                       |                 |               |               |               |               |  |  |            |            |            |            |  |  |       |       |  |
|  | الشرطه             | ۰            |                       |                 |               |               |               |               |  |  |            |            |            |            |  |  |       |       |  |
|  | الشرطه             | ۰            |                       |                 |               |               |               |               |  |  |            |            |            |            |  |  |       |       |  |
|  | الکویت             | ۲            |                       |                 |               |               |               |               |  |  |            |            |            |            |  |  |       |       |  |
|  | الکویت             | ۲            |                       | الکویت          | ۶             | ۱             | ۷             |               |  |  |            |            |            |            |  |  |       |       |  |
|  |                    |              |                       | الکویت          | ۶             | ۱             | ۷             |               |  |  |            |            |            |            |  |  |       |       |  |
|  |                    |              | کیتچی                 | ۰               | ۱             | ۱             |               |               |  |  |            |            |            |            |  |  |       |       |  |
|  | پرسیب باندونگ      | ۰            | کیتچی                 | ۰               | ۱             | ۱             |               |               |  |  |            |            |            |            |  |  |       |       |  |
|  | پرسیب باندونگ      | ۰            |                       |                 |               |               |               |               |  |  |            |            |            |            |  |  |       |       |  |
|  | کیتچی              | ۲            |                       |                 |               |               |               |               |  |  |            |            |            |            |  |  |       |       |  |
|  | کیتچی              | ۲            |                       | الکویت          | ۴             | —             | —             |               |  |  |            |            |            |            |  |  |       |       |  |
|  |                    |              |                       |                 |               |               |               |               |  |  |            |            |            |            |  |  |       |       |  |
|  |                    |              | استقلال دوشنبه (w/o)  | ۰               | —             | —             |               |               |  |  |            |            |            |            |  |  |       |       |  |
|  | استقلال دوشنبه (پ) | ۱(۴)         | استقلال دوشنبه (w/o)  | ۰               | —             | —             |               |               |  |  |            |            |            |            |  |  |       |       |  |
|  | استقلال دوشنبه (پ) | ۱(۴)         |                       |                 |               |               |               |               |  |  |            |            |            |            |  |  |       |       |  |
|  | الوحده             | ۱(۲)         |                       |                 |               |               |               |               |  |  |            |            |            |            |  |  |       |       |  |
|  | الوحده             | ۱(۲)         |                       | استقلال دوشنبه  | ۴             | ۱             | ۵             |               |  |  |            |            |            |            |  |  |       |       |  |
|  |                    |              |                       | استقلال دوشنبه  | ۴             | ۱             | ۵             |               |  |  |            |            |            |            |  |  |       |       |  |
|  |                    |              | پاهانگ                | ۰               | ۳             | ۳             |               |               |  |  |            |            |            |            |  |  |       |       |  |
|  | پرسیپورا جایاپورا  | ۰            | پاهانگ                | ۰               | ۳             | ۳             |               |               |  |  |            |            |            |            |  |  |       |       |  |
|  | پرسیپورا جایاپورا  | ۰            |                       |                 |               |               |               |               |  |  |            |            |            |            |  |  |       |       |  |
|  | پاهانگ (اعطا)      | ۳            |                       |                 |               |               |               |               |  |  |            |            |            |            |  |  |       |       |  |
|  | پاهانگ (اعطا)      | ۳            |                       | استقلال دوشنبه  | ۰             |               |               |               |  |  |            |            |            |            |  |  |       |       |  |
|  |                    |              |                       |                 |               |               |               |               |  |  |            |            |            |            |  |  |       |       |  |
|  |                    |              | جوهر دارالتعظیم       | ۱               |               |               |               |               |  |  |            |            |            |            |  |  |       |       |  |
|  | الوحدات            | ۰            | جوهر دارالتعظیم       | ۱               |               |               |               |               |  |  |            |            |            |            |  |  |       |       |  |
|  | الوحدات            | ۰            |                       |                 |               |               |               |               |  |  |            |            |            |            |  |  |       |       |  |
|  | القادسیه           | ۱            |                       |                 |               |               |               |               |  |  |            |            |            |            |  |  |       |       |  |
|  | القادسیه           | ۱            |                       | القادسیه        | ۳             | ۰             | ۳             |               |  |  |            |            |            |            |  |  |       |       |  |
|  |                    |              |                       | القادسیه        | ۳             | ۰             | ۳             |               |  |  |            |            |            |            |  |  |       |       |  |
|  |                    |              | الجیش                 | ۰               | ۲             | ۲             |               |               |  |  |            |            |            |            |  |  |       |       |  |
|  | الجیش              | ۱            | الجیش                 | ۰               | ۲             | ۲             |               |               |  |  |            |            |            |            |  |  |       |       |  |
|  | الجیش              | ۱            |                       |                 |               |               |               |               |  |  |            |            |            |            |  |  |       |       |  |
|  | الجزیره            | ۰            |                       |                 |               |               |               |               |  |  |            |            |            |            |  |  |       |       |  |
|  | الجزیره            | ۰            |                       | القادسیه        | ۳             | —             | —             |               |  |  |            |            |            |            |  |  |       |       |  |
|  |                    |              |                       |                 |               |               |               |               |  |  |            |            |            |            |  |  |       |       |  |
|  |                    |              | جوهر دارالتعظیم (w/o) | ۱               | —             | —             |               |               |  |  |            |            |            |            |  |  |       |       |  |
|  | جوهر دارالتعظیم    | ۵            | جوهر دارالتعظیم (w/o) | ۱               | —             | —             |               |               |  |  |            |            |            |            |  |  |       |       |  |
|  | جوهر دارالتعظیم    | ۵            |                       |                 |               |               |               |               |  |  |            |            |            |            |  |  |       |       |  |
|  | آیه‌یاوادی یونایتد  | ۰            |                       |                 |               |               |               |               |  |  |            |            |            |            |  |  |       |       |  |
|  | آیه‌یاوادی یونایتد  | ۰            |                       | جوهر دارالتعظیم | ۱             | ۳             | ۴             |               |  |  |            |            |            |            |  |  |       |       |  |
|  |                    |              |                       | جوهر دارالتعظیم | ۱             | ۳             | ۴             |               |  |  |            |            |            |            |  |  |       |       |  |
|  |                    |              | چین جنوبی             | ۱               | ۱             | ۲             |               |               |  |  |            |            |            |            |  |  |       |       |  |
|  | چین جنوبی          | ۲            | چین جنوبی             | ۱               | ۱             | ۲             |               |               |  |  |            |            |            |            |  |  |       |       |  |
|  | چین جنوبی          | ۲            |                       |                 |               |               |               |               |  |  |            |            |            |            |  |  |       |       |  |
|  | بنگالورو           | ۰            |                       |                 |               |               |               |               |  |  |            |            |            |            |  |  |       |       |  |

### یک‌هشتم نهایی
در مرحله یک هشتم نهایی، برندگان یک گروه با تیم‌های دوم گروه دیگر در همان منطقه بازی کردند و برندگان گروه میزبان مسابقه بودند.
| تیم ۱             | نتیجه              | تیم ۲             |
| منطقه غرب         | منطقه غرب          | منطقه غرب         |
| ----------------- | ------------------ | ----------------- |
| الوحدات           | ۰–۱                | القادسیه          |
| استقلال دوشنبه    | ۱–۱ (و.ا.) (۴–۲ پ) | الوحده            |
| الشرطه            | ۰–۲                | الکویت            |
| الجیش             | ۱–۰                | الجزیره           |
| منطقه شرق         |                    |                   |
| پرسیپورا جایاپورا | ۰–۳ (اعطا)[ر]      | پاهانگ            |
| چین جنوبی         | ۲–۰                | بنگالورو          |
| جوهر دارالتعظیم   | ۵–۰                | آیه‌یاوادی یونایتد |
| پرسیب باندونگ     | ۰–۲                | کیتچی             |

نکات
1. ^ بازی پرسیپورا جایاپورا و پاهانگ طبق برنامه انجام نشد زیرا بازیکنان پاهانگ به دلیل مشکلات ویزا از ورود به اندونزی منع شدند.[۲۰] ای‌اف‌سی در ۱۰ ژوئن ۲۰۱۵ اعلام کرد که در نتیجه این موضوع و تعلیق اندونزی توسط فیفا، پرسیپورا جایاپورا مسابقه را از دست داد و بر اساس مقررات مسابقات ای‌اف‌سی کاپ ۲۰۱۵ و آیین‌نامه انضباطی ای‌اف‌سی، با نتیجه ۳–۰ بازنده در نظر گرفته شد.[۲۱]

### یک‌چهارم نهایی
قرعه‌کشی مرحله یک‌چهارم نهایی در ۱۸ ژوئن ۲۰۱۵ برگزار شد. تیم‌های مناطق مختلف می‌توانستند مقابل یکدیگر قرار بگیرند و هیچ سیدبندی یا حمایت از کشور وجود نداشت، بنابراین تیم‌های یک انجمن می‌توانستند در یک گروه قرار بگیرند.
| تیم ۱           | نتیجه نهایی | تیم ۲     | بازی رفت | بازی برگشت |
| --------------- | ----------- | --------- | -------- | ---------- |
| القادسیه        | ۳–۲         | الجیش     | ۳–۰      | ۰–۲        |
| جوهر دارالتعظیم | ۴–۲         | چین جنوبی | ۱–۱      | ۳–۱        |
| الکویت          | ۷–۱         | کیتچی     | ۶–۰      | ۱–۱        |
| استقلال دوشنبه  | ۵–۳         | پاهانگ    | ۴–۰      | ۱–۳        |

### نیمه نهایی
در نیمه نهایی، قرعه‌کشی مرحله یک‌چهارم نهایی، تیم‌های حاضر در مرحله یک‌چهارم نهایی را مشخص کرد.
| تیم ۱    | نتیجه نهایی | تیم ۲           | بازی رفت | بازی برگشت |
| -------- | ----------- | --------------- | -------- | ---------- |
| القادسیه | w/o[ز]      | جوهر دارالتعظیم | ۳–۱      | لغو شد     |
| الکویت   | w/o[ز]      | استقلال دوشنبه  | ۴–۰      | لغو شد     |

نکات
1. ^ a b در ۱۶ اکتبر ۲۰۱۵، اتحادیه فوتبال کویت توسط فیفا به حالت تعلیق درآمد.[۲۳] در نتیجه، القادسیه و الکویت هر دو از ای‌اف‌سی کاپ محروم شدند. بنابراین، بازی‌های برگشت هر دو نیمه نهایی لغو شد و جوهر دارالتعظیم و استقلال به فینال راه یافتند.[۲۴]

### فینال
در فینال، تیم میزبان با قرعه‌کشی که پس از قرعه‌کشی مرحله یک‌چهارم نهایی برگزار شد، مشخص شد.
| استقلال دوشنبه | ۰–۱   | جوهر دارالتعظیم |
| -------------- | ----- | --------------- |
|                | گزارش | ولازویچ ۲۳'     |

## جوایز

### قهرمان
| قهرمان ای‌اف‌سی کاپ ۲۰۱۵ |
| ---------------------- |
| جوهر دارالتعظیم        |
| اولین قهرمانی          |

### جوایز فردی
| جایزه         | بازیکن        | تیم               |
| ------------- | ------------- | ----------------- |
| بهترین بازیکن | شفیق رحیم     | جوهر دارالتعظیم   |
| گلزنان برتر   | دانیال مک‌برین | چین جنوبی         |
| گلزنان برتر   | ریسته نائوموف | آیه‌یاوادی یونایتد |

## گلزنان برتر
| رتبه | بازیکن          | تیم               | ه۱ | ه۲ | ه۳ | ه۴ | ه۵ | ه۶ | ه‌ن | چ‌ن۱ | چ‌ن۲ | ن‌ن۱ | ن‌ن۲ | ۰ف۰ | مجموع |
| ---- | --------------- | ----------------- | -- | -- | -- | -- | -- | -- | -- | --- | --- | --- | --- | --- | ----- |
| ۱    | دانیال مک‌برین   | چین جنوبی         | ۲  | ۱  |    |    | ۱  | ۲  | ۲  |     |     |     |     |     | ۸     |
| ۱    | ریسته نائوموف   | آیه‌یاوادی یونایتد | ۲  |    | ۲  |    | ۲  | ۲  |    |     |     |     |     |     | ۸     |
| ۳    | دیکسون نکیم     | پاهانگ            | ۱  |    |    | ۲  | ۳  |    |    |     |     |     |     |     | ۶     |
| ۴    | خوان بلنکوسو    | کیتچی             |    | ۱  | ۱  |    | ۲  |    | ۱  |     |     |     |     |     | ۵     |
| ۴    | محمد اول        | چین جنوبی         | ۲  | ۱  |    |    |    |    |    | ۱   | ۱   |     |     |     | ۵     |
| ۴    | بواز سولوسا     | پرسیپورا جایاپورا | ۱  |    | ۱  |    | ۲  | ۱  |    |     |     |     |     |     | ۵     |
| ۴    | روجرینیو        | الکویت            |    |    |    |    | ۲  |    | ۱  | ۲   |     |     |     |     | ۵     |
| ۴    | بدر المطوع      | القادسیه          |    |    | ۲  |    | ۱  |    |    | ۱   |     | ۱   |     |     | ۵     |
| ۴    | لوسیانو فیگوروا | جوهر دارالتعظیم   |    |    |    | ۱  |    | ۱  | ۲  | ۱   |     |     |     |     | ۵     |
| ۱۰   | رانتی مارتینز   | بنگال شرقی        | ۱  | ۱  |    | ۱  |    | ۱  |    |     |     |     |     |     | ۴     |
| ۱۰   | مروان حسین      | الشرطه            |    |    | ۲  |    |    | ۲  |    |     |     |     |     |     | ۴     |
| ۱۰   | محمود زعتره     | الوحدات           | ۲  | ۱  |    |    |    | ۱  |    |     |     |     |     |     | ۴     |
| ۱۰   | وینیسیوس        | الکویت            |    |    |    |    |    |    |    | ۱   |     | ۳   |     |     | ۴     |
| ۱۰   | صفی سالی        | جوهر دارالتعظیم   | ۱  |    |    |    |    | ۱  |    |     | ۲   |     |     |     | ۴     |
| ۱۰   | شفیق رحیم       | جوهر دارالتعظیم   | ۱  |    |    | ۱  |    | ۱  | ۱  |     |     |     |     |     | ۴     |
| ۱۰   | ادیسون فونسکا   | آیه‌یاوادی یونایتد |    | ۱  | ۱  |    | ۲  |    |    |     |     |     |     |     | ۴     |
| ۱۰   | منوچهر جلیلوف   | استقلال دوشنبه    |    |    | ۱  | ۱  |    | ۲  |    |     |     |     |     |     | ۴     |
| ۱۰   | خورشید محمودوف  | استقلال دوشنبه    |    | ۱  |    |    |    | ۱  |    | ۱   | ۱   |     |     |     | ۴     |

منبع: